# Nikki Jayne
Nikki Jayne (Wigan, 10 de junho de 1985) é uma atriz pornográfica inglesa.

## Biografia
Nascida Samantha Haywood, ela cresceu em Beech Hill, subúrbio de Wigan, onde frequentou a escola secundária St John Fisher Catholic High School. Quando completou 18 anos, fez uma operação de implante mamário e suas medidas passaram de 34A para 34C. Após terminar o liceu, frequentou a faculdade e estudou artes cênicas, negócios e psicologia; mas abandonou depois de apenas três meses. Ela então começou um trabalho de venda de publicidade para o jornal Wigan Reporter, onde trabalhou por três anos e meio.
Em 2007, Nikki Jayne visitou o ETO Show em Birmingham, onde trabalhou com modelagem de vestidos de noite. Enquanto estava lá, ela foi apresentada para Gazzman e Dave da Harmony Films. Três dias depois, ela estava na República Checa para filmar sua primeira cena que foi lançada como The Initiation of Nikki Jayne.
Nove meses depois, Jayne foi contratada pela LA Direct Models, que a convidou para ir a Los Angeles; em junho de 2008, ela assinou um contrato com a Vivid Entertainment.
Em abril de 2009, foi anunciado que ela iria escrever uma coluna de conselhos para a revista britânica Men's World Magazine.

## Prêmios e indicações
- 2009: AVN Award – Best New Starlet — indicada[9]
- 2009: AVN Award – Best Double Penetration Sex Scene – The Nikki Jayne Experiment — indicada[9]
- 2009: CAVR Award – Blu-ray Movie of Year - The Nikki Jayne Experiment[10]
- 2009: XRCO Award – New Starlet — indicada[11]
- 2009: Hot d'Or – Best European Starlet — indicada[12]
- 2009: XBIZ Award – New Starlet of the Year — indicada[13]
- 2010: AVN Award – Best Double Penetration Sex Scene – Catch Me — indicada[14]
- 2010: AVN Award – Best Solo Sex Scene – Catch Me — indicada[14]
- 2011: XRCO – Melhor atriz (nomeada)[15]
- 2011: AVN Award – Best Actress – The Condemned — indicada[16]
- 2011: AVN Award – Best All-Girl Group Sex Scene – The Condemned — indicada[16]
- 2011: AVN Award – Best Double Penetration Sex Scene – The Condemned — indicada[16]